# موريل غاردينر
موريل غاردينر (بالإنجليزية: Muriel Gardiner)‏ هي طبيبة نفسية ومؤلفة وكاتِبة أمريكية، ولدت في 23 نوفمبر 1901 في شيكاغو في الولايات المتحدة، وتوفيت في 6 فبراير 1985 في برينستون في الولايات المتحدة بسبب سرطان.